# Ross Township (Butler County, Ohio)
Ross Township ist eines von dreizehn Townships des Butler Countys im US-Bundesstaat Ohio. Nach der Volkszählung im Jahr 2000 waren hier 6448 Einwohner registriert.

## Geografie
Ross Township liegt im Südwesten des Butler Countys im Südwesten von Ohio und grenzt im Uhrzeigersinn an die Townships: Hanover Township, St. Clair Township, Fairfield Township, Colerain Township im Hamilton County, Crosby Township (Hamilton County), Morgan Township und Reily Township.

## Geschichte
Das Township wurde am 10. Mai 1803 gebildet. Benannt wurde es nach James Ross, einem US-Senator für Pennsylvania.

## Verwaltung
Das Township wird durch ein Board of Trustees, bestehend aus drei gewählten Mitgliedern, verwaltet. Zwei Personen werden jeweils im Jahr nach der Präsidentschaftswahl gewählt und eine jeweils im Jahr davor. Die Amtszeit dauert in der Regel vier Jahre und beginnt jeweils am 1. Januar. Daneben gibt es noch einen Township Clerk (zuständig für Finanzen und Budget), der ebenfalls im Jahr vor der Präsidentschaftswahl auf eine vierjährige Amtszeit gewählt wird. Dessen Amtszeit beginnt jeweils am 1. April.